# Miki (artiste)
Pour les articles homonymes, voir Miki.
Mikaela Helena Duplay, plus connue sous le nom de scène de Miki, est une autrice-compositrice-interprète franco-coréenne née le 6 novembre 1998 à Nice.
Sa musique, qu'elle produit elle-même et qu'elle qualifie de « pop électronique », mêle rap et électro dans un style donnant une apparence de naïveté.

## Biographie

### Jeunesse et débuts dans la musique
Miki naît à Nice et grandit au Luxembourg, dans le quartier de Belair. Son père, français, est ingénieur dans l'aérospatiale. Sa mère, coréenne, est chargée de communication, et pratique le chant lyrique. Elle y initie Miki, ainsi qu'à la bossa nova et au rock. Ses parents l'encouragent tôt à suivre une formation musicale : d'abord au violon puis au piano, Miki passe alors dix ans au conservatoire avant d'en être exclue. Elle grandit avec les albums classic rock de son père, puis découvre le hip-hop et le rock indé et psychédélique.
Après avoir obtenu un baccalauréat ES, Mikaela Duplay part effectuer des études de cinéma à Londres de 2016 à 2019. Elle y découvre l'univers de la musique électronique et des raves. De retour en France, elle est embauchée dans une entreprise de production de documentaires. Elle réalise alors elle-même les clips de ses premiers morceaux, et inversement, compose la musique de ses courts-métrages.
Miki centre sa carrière autour de la musique : elle produit ses premiers morceaux, chantés en anglais, empreints de pop psychédélique. En 2020, elle publie son premier single Moi je. En 2021, elle chante, en collaboration avec Thomas Guerlet, une reprise de Dis, quand reviendras-tu ? de Barbara, et en réalise le clip. En 2023, elle publie un EP, 4X.
Au printemps 2022, elle est approchée par plusieurs maisons de disques. Elle signe l'année suivante chez Structure, label indépendant dirigé par Pierre Cornet et Yann Dernaucourt, producteurs qui ont auparavant collaboré auprès de Clara Luciani, Eddy de Pretto et Angèle. Après une période de recherche dans son écriture, Miki décide de repartir d'une page blanche et met en œuvre un effacement de l'ensemble de ses premiers morceaux, avec leurs clips vidéo, afin d'organiser un nouveau démarrage de sa carrière. Cette disparition participe cependant à une vague de suspicion sur les réseaux sociaux, à l'encontre de Miki, à propos de sa propulsion sur le devant de la scène qui apparaît soudaine. Les morceaux disparus deviennent ainsi des lost media.

### Graou(2025)
Miki revient en 2024, chantant en français dans un style mêlant rap et électro, qu'elle qualifie elle-même de « pop électronique ». Après une collaboration avec Metronomy, Contact High, elle sort deux singles, échec et mat le 16 juillet, puis cartoon sex le 6 novembre. Elle publie plusieurs clips pour ces deux morceaux, dont le clip principal d'échec et mat tourné devant un restaurant Buffalo Grill, dont un extrait publié sur TikTok deviendra viral et atteindra les 2,6 millions de vues.
Elle publie son premier EP, graou, le 7 mars 2025, co-produit avec le DJ Canblaster (en) ainsi que Tristan Salvati, producteur d'Angèle. La chanteuse effectue à partir du printemps 2025 une tournée en France, avec quelques dates en Belgique et en Suisse.

### Style et influences
Elle affirme que, influencée par les mangas, les jeux vidéo et le cinéma d'animation, la réunion du « vice et [de] la naïveté » que l'on peut y trouver l'a « énormément marquée », et que cela a un effet sur l'esthétique « à la frontière du mignon et du malsain » qu'elle veut créer. Miki revendique des paroles « autobiographiques et sans filtre ».
Miki revendique des influences de la chanteuse Caroline Polachek et de la bassiste Saya Gray, et dit être attirée par des artistes proches de l'hyperpop tels que Oklou ou Oneohtrix Point Never.

## Discographie

### Singles
- 2021 : Rules[10]
- 2022 : Misunderstood[10]
- 2024 : échec et mat
- 2024 : cartoon sex
- 2025 : scorpion ascendant scorpion (상승궁 전갈자리)

### Collaborations
- 2021 : Studio Milton, Miki - Sugar Rush
- 2021 : Studio Milton, Miki - Anymore
- 2021 : Thomas Guerlet, Miki - Dis, Quand Reviendras-tu ? (Barbara cover)
- 2024 : Metronomy, Miki, Faux Real - Contact High